# Point No. 1 (песня)
«Point #1» (с англ. — «Пункт №1») — песня американской рок-группы Chevelle, выпущенный в 2000 году в виде сингла с одноимённого альбома на независимом лейбле Squint Entertainment.

## О песне
Изначально «Point #1» начиналась с песни «Open» на демо-записи группы The Basement Tapes в 1996 году; она была объединена с тем, что известно на финальной записи «Point #1» как «Open», и длилась 6 минут 53 секунды. Где-то между этим демо и финальной записью «Point #1» в 1999 году из песни были убраны последние 4 минуты 52 секунды, и эти 4 минуты 52 секунды стали «Point #1». Песня также стала короче: теперь она длится 4:39 без «Open» и 6:20 с «Open».
«Point # 1» стал синглом для рекламного использования только в 2000 году, музыкальное видео на «Point # 1» также транслировалось на MTV в 2000 году. Музыкальное видео также кратко показывает музыкальное видео на «Mia» по телевизору на отметке 1:06.
«Open/Point #1» появится в версии для Best Buy сборника Chevelle Stray Arrows: A Collection of Favorites в 2012 году.

## Отзывы критиков

### Награды
«Point #1» получил премию GMA Hard Music Dove Award в 2001 году, а годом ранее «Mia» и весь альбом Point #1 стали победителями.

### Влияние
Песня была использована в 14-й серии 3-го сезона сериала «Бухта Доусона» на отметке 25:21.

## Список композиций
Все тексты написаны Питом Лоффлером, вся музыка написана группой Chevelle.
| №                   | Название                   | Длительность |
| ------------------- | -------------------------- | ------------ |
| 1.                  | «Point #1 (Remix Edit)»    | 3:58         |
| 2.                  | «Point #1 (Edit W/Bridge)» | 4:39         |
| 3.                  | «Point #1 (Album Version)» | 6:20         |
| Общая длительность: | Общая длительность:        | 14:57        |